# Batallón de Castas

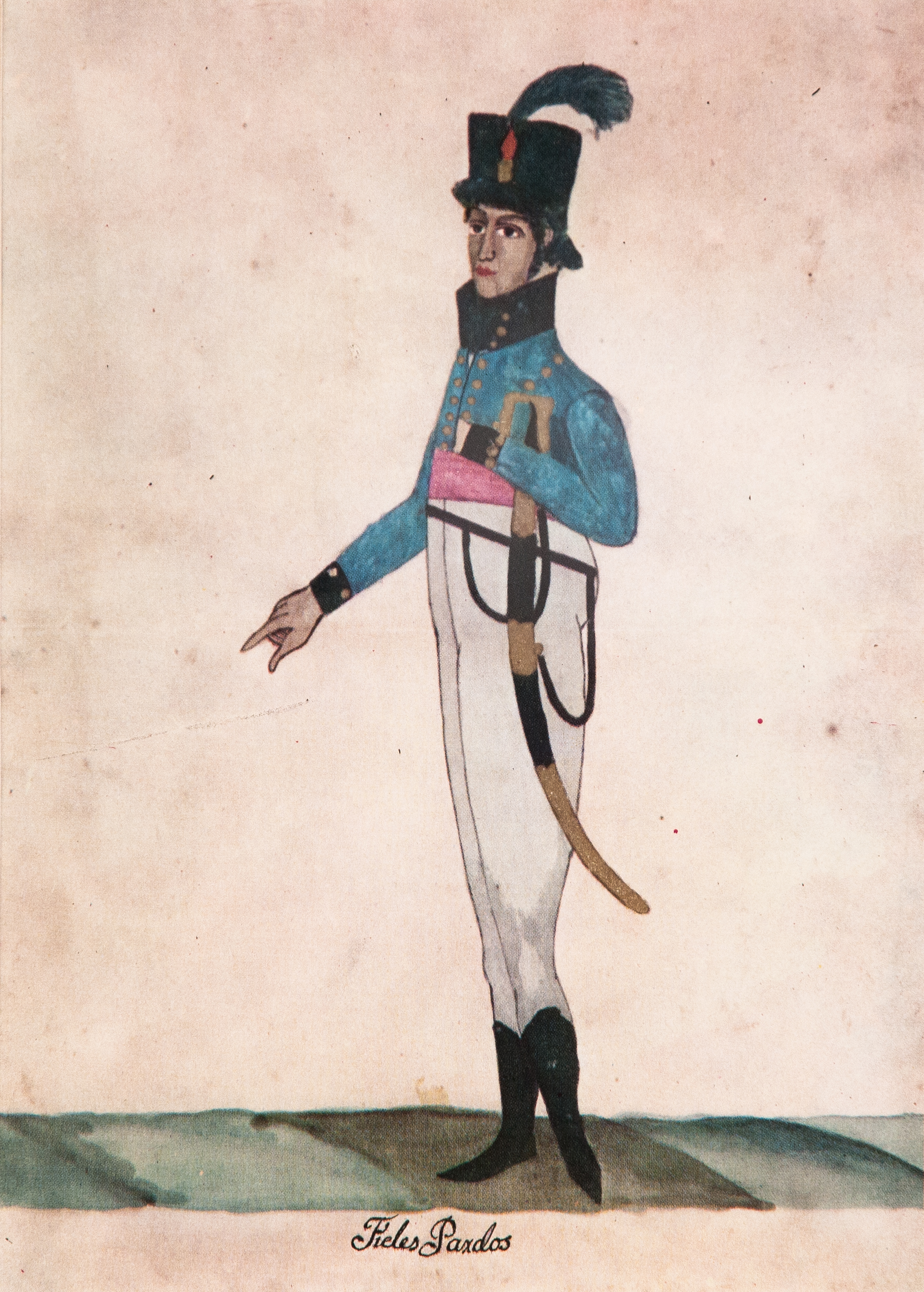
Soldado de la Compañía de Pardos, en una acuarela de época.

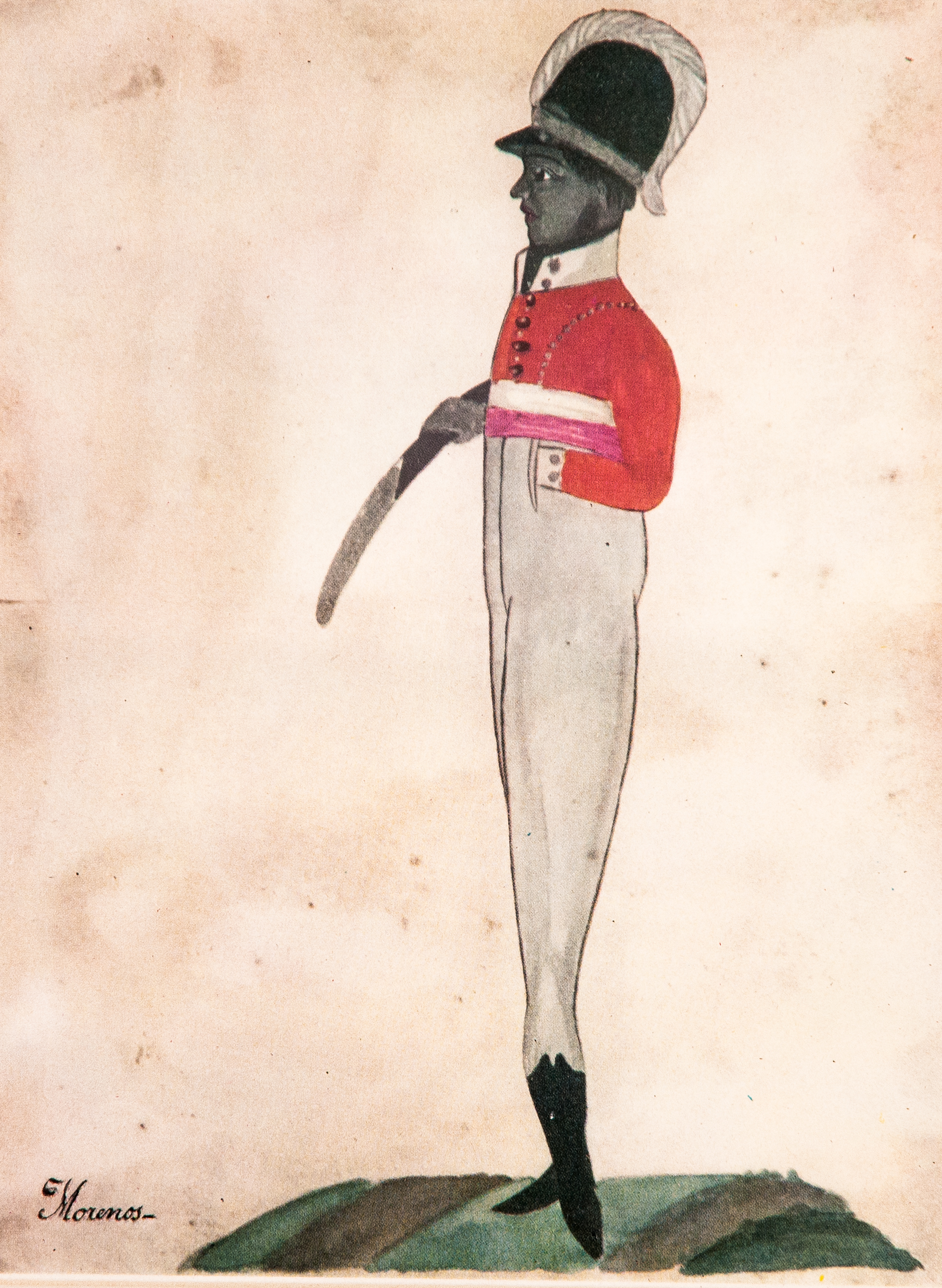
Soldado de la Compañía de Morenos.

El Batallón o Cuerpo de Castas o de Naturales, Pardos y Morenos de Infantería fue una unidad militar miliciana de España en el Virreinato del Río de la Plata que se organizó en Buenos Aires luego de la invasión británica de 1806 tomando como base a milicias ya existentes. Estaba compuesto de compañías de las castas: naturales (indígenas), pardos (mulatos libres), y morenos (ex esclavos negros emancipados). Luego de la Revolución de Mayo de 1810 fue elevado a regimiento, participando de la Guerra de Independencia de la Argentina.

## Cuerpos de castas en el ejército colonial del Río de la Plata
Soldados de castas fueron enrolados en las milicias del Río de la Plata desde épocas muy antiguas, un reporte de julio de 1664 señala que la guarnición de Buenos Aires contaba con:
- 1 compañía de mulatos de caballería de 30 hombres.
- 1 compañía de negros de infantería de 47 hombres.

### Plan de milicias de 1765
Una Real Instrucción del 28 de noviembre de 1764 mandó establecer las milicias provinciales:

Los Gobernadores, ó Corregidores de cada Provincia tomarán una exacta razón de todos los Habitantes de ella, Nobles, Plebeyos, Españoles, Mestizos, y Mulatos; con Expresión de los Terrenos que ocupan, y según su número y Parajes formarán Batallones ó Compañías Sueltas, a proporción del número de Gente con que se hacen.

En cumplimiento de la Real Instrucción, el gobernador de Buenos Aires, Pedro de Cevallos, el 15 de diciembre de 1765 creó un Cuerpo de Castas, que no tenía instructores veteranos ni cuadros orgánicos, y sus milicianos eran empleados en servicios:
- Cuerpo de Negros Libres de Buenos Aires: 3 compañías de infantería con 168 hombres en total.
- Cuerpo de Indios Guaraníes de Buenos Aires: 6 compañías de caballería con 300 hombres en total.
- Cuerpo de Pardos de Buenos Aires: 8 compañías de caballería con un total de 400 hombres.
- Cuerpo de Indios Ladinos de Buenos Aires: 6 compañías de caballería con indígenas que hablaban castellano, con un total de 300 hombres.

### Reglamento de Milicias de 1781
El 24 de octubre de 1780 el virrey Juan José de Vértiz y Salcedo elevó al rey un reglamento que consideró miliciano a todo individuo robusto y dispuesto para el servicio, sin excepción de persona alguna de una misma familia, salvo el hijo que sea sostén de madre viuda. El reglamento fue aprobado mediante una Real Orden del 15 de marzo de 1781. Los milicianos continuaron siendo separados por castas.
Luego de las reformas militares de Vértiz existía en la ciudad de Córdoba un Batallón de Pardos de Córdoba, con 8 compañías de fusileros y una de granaderos. Al dejar el gobierno de la Intendencia de Córdoba del Tucumán a fines de 1797, el gobernador Rafael de Sobremonte escribió una memoria a su sucesor, en la que el batallón es mencionado.

### Reglamento de milicias de 1801
Una Real Orden del 22 de agosto de 1791 estableció que las milicias disciplinadas o regladas eran aquellas que tenían una plana mayor veterana y una asamblea reglada con su correspondiente régimen. El resto de las milicias eran consideradas urbanas o provinciales.
Las milicias fueron reorganizadas a partir del "Reglamento para las Milicias, disciplinas de Infantería y Caballería del Virreynato de Buenos Ayres, aprobado por S. M. y mandado observar inviolablemente", aprobado por Real Cédula del 14 de enero de 1801.
De acuerdo al Reglamento de 1801 fueron disciplinados diversos cuerpos de milicias, incluyendo algunos de castas:
- En Buenos Aires:[3]
  - Compañía de Granaderos de Pardos libres de Buenos Aires: con 100 plazas
  - Compañía de Granaderos de Morenos libres de Buenos Aires: con 60 plazas. Había un garzón para ambas compañías de granaderos, con grado de sargento veterano y en cada una un cabo y un tambor veteranos. El comandante de las dos compañías era el ayudante mayor veterano más antiguo del Batallón de Voluntarios de Infantería de Buenos Aires.
- En Montevideo: 
  - Compañía de Granaderos de Pardos libres de Montevideo: con 100 plazas
  - Compañía de Granaderos de Morenos libres de Montevideo: con 60 plazas.[4] Ambas compañías eran iguales a las de Buenos Aires. El comandante de las dos compañías era el ayudante mayor veterano más antiguo del Batallón de Voluntarios de Infantería de Montevideo.
- En el Paraguay: 
  - Compañía de Morenos y Pardos Libres de Artillería del Paraguay: situada en Asunción. Contaba con un capitán, un teniente, un subteniente y 50 plazas que incluían sargentos, cabos y tambores. Las unidad dependía del comandante y oficiales del Real Cuerpo de Artillería.

Las compañías de granaderos de infantería se componían de: 1 capitán, 1 teniente, 1 subteniente, 2 sargentos (uno de los cuales era veterano y el otro miliciano), 3 cabos primeros (2 veteranos y 1 miliciano), 3 cabos segundos, 1 tambor veterano y 61 soldados.
Las compañías de fusileros de infantería se componían de: 1 capitán, 1 teniente, 1 subteniente, 3 sargentos (uno veterano y dos milicianos), 4 cabos primeros (2 veteranos y 2 milicianos), 4 cabos segundos, 1 tambor veterano y 65 soldados.
No fueron regladas las dos compañías de naturales de artillería existentes en Montevideo, también dependientes del Real Cuerpo de Artillería:
- Compañía N° 1 de Naturales de Artillería de Montevideo: con 105 plazas, más un capitán (a cargo de las 2 compañías de artillería de naturales), un teniente y 2 subtenientes.
- Compañía N° 2 de Naturales de Artillería de Montevideo: con 105 plazas, más un capitán, un teniente y 2 subtenientes.

Un Real Orden del 29 de abril de 1804 mandó que las 11 compañías milicianas de artillería existentes en el virreinato se redujeran a 4, pasando el resto a integrar unidades de infantería. Aunque otra Real Orden del 5 de mayo de 1805 dispuso restablecer 3 unidades de artillería milicianas, los soldados de castas de Montevideo y Asunción parece que se incorporaron a unidades de infantería.

## Invasiones Inglesas
Una vez producida la reconquista de la capital del virreinato luego de la invasión británica de 1806, las milicias de Buenos Aires fueron reorganizadas. 
En agosto de 1806 los 167 hombres que integraban las compañías de granaderos de pardos libres y de morenos libres de Buenos Aires, y los 600 milicianos de castas reunidos por el teniente Juan del Pino durante la reconquista, fueron la base del Batallón de Castas o Batallón de Naturales, Pardos y Morenos de Infantería.
Poco después se formó con parte de ese batallón el Cuerpo de Artillería de Naturales, Pardos y Morenos o Cuerpo de Castas de Artillería tomando 24 oficiales y 383 soldados de las compañías 2°, 3° y 4° de naturales; 5°, 6°, 7° y 8° de pardos; y 2° de morenos.
En octubre de 1806 el Batallón de Naturales, Pardos y Morenos de Infantería tenía un total de 352 plazas al mando del teniente coronel José Ramón Baudrix, secundado por Manuel Ruiz y por José Superí. El cuerpo estaba integrado por 2 compañías de granaderos y 7 de fusileros formadas por naturales (indígenas que vivían en Buenos Aires, compañías 1, 2, 3 y 4), pardos (mestizos) y morenos (libertos ex esclavos negros). Cada casta llevaba distintos uniformes (véase los uniformes). Su plana mayor tenía 1 comandante, 1 sargento mayor, 2 ayudantes mayores, 2 abanderados, 1 capellán, 1 cirujano y 1 tambor. En junio de 1807, el cuerpo estaba constituido por 5 compañías de pardos, dos de naturales indígenas y 2 de morenos.
En octubre de 1806 el Cuerpo de Artillería de Indios, Pardos y Morenos tenía 8 compañías separadas por castas, con 426 plazas al mando de Francisco de Agustini. Fue equipado por el Cabildo de Buenos Aires y quedó al mando del alférez de fragata Domingo de Ugalde. En junio de 1807 el cuerpo estaba constituido por 4 compañías de pardos, 2 de naturales indígenas y 2 de morenos.
También fue creado un Cuerpo de Esclavos formado por unos 200 esclavos de Buenos Aires agrupados en 4 compañías, a quienes se armaría en caso de necesidad si la ciudad fuera atacada. Estaba al mando de José de María. La junta de guerra del 16 de febrero de 1807 resolvió entregarle a su comandante 150 docenas de cuchillos. Este cuerpo no participaba de ningún ejercicio militar, pues se formó con la previsión de: no debe por lo tanto obrar sino en la precisa ocasión de llegar a las manos. Combatió armado de cuchillos y lanzas como infantería.
Estos cuerpos milicianos de castas participaron de la defensa contra la Segunda Invasión Inglesa, totalizando 876 hombres. 

## Reconocimiento real
El 13 de enero de 1809 la Junta Suprema de Sevilla dispuso en nombre del rey premiar a los oficiales de los distintos cuerpos milicianos de Buenos Aires reconociendo los grados militares que se les había otorgado:

BATALLON DE PARDOS Y MORENOS.

Grado de Teniente Coronel.—Al primer Comandante don José Ramon Baudris.

De Capitán.—A los Capitanes don José Guillermo y don Juan Galicia. De Teniente.—Al Ayudante don José Superi.

## Reorganización de 1809
El 11 de septiembre de 1809, el nuevo virrey Baltasar Hidalgo de Cisneros, mediante una providencia reorganizó los cuerpos urbanos de Buenos Aires, disolviendo el Cuerpo de Castas de Artillería:

Artículo 1º: Que los Cuerpos Urbanos que se hallan a sueldo, se reduzcan a cinco batallones, formándose dos de ellos con los tres que ahora tiene el Cuerpo de Patricios; otro del Cuerpo de Montañeses, otro del de Andaluces y otro del de Arribeños; cada batallón constará de nueve compañías, inclusa la de granaderos, con la fuerza efectiva que les estaba señalada, y sus Planas Mayores, un Comandante, un Sargento Mayor, dos Ayudantes íd., dos Abanderados, un Capellán, un Cirujano, un Tambor y dos Pífanos.

Artículo 5°: Un batallón de Castas, con igual fuerza que la de los cinco primeros, con la diferencia que deberá tener las dos compañías de Granaderos, por ser Provinciales.

Artículo 7°: Con la tropa de los Cuerpos de Carlos IV, Cazadores, 2° y 3° escuadrón de Húsares, el de Migueletes y el de Castas de Artillería se completarán los demás que quedan al servicio; y como el número de aquellos debe considerarse excedente al que éstos necesitan, podrán concederse algunas bajas a los individuos que únicamente se consideren que por sus oficios hagan falta para las atenciones de ellos en el pueblo.

Los cuerpos que quedaron fueron numerados, excepto el de Castas:

Artículo 11°: Para evitar las rivalidades que suelen introducir la nominación de cuerpos por Provincias cuando no hay un motivo de preferencia en el distinguido mérito que todos contrajeron en las bizarra acciones anteriores, se nombrarán los batallones con el número que se les asigna, a saber: (...) y el de Castas conservará su actual nombre (...)

Como consecuencia de las reformas de Cisneros, el Batallón o Cuerpo de Castas contaba con 32 oficiales y 519 plazas al 25 de mayo de 1810.

## Revolución de Mayo
Inmediatamente después de la Revolución de Mayo, el 29 de mayo de 1810 la Primera Junta de Gobierno de las nacientes Provincias Unidas del Río de la Plata organizó por decreto las unidades militares de Buenos Aires, elevando a regimientos veteranos de 1.116 plazas a los batallones de milicias urbanas de infantería a sueldo existentes, transformándose el Batallón de Castas en el Regimiento de Castas.
El 8 de junio de 1810, la Junta dispuso por decreto que las compañías de naturales indígenas que integraban el Batallón de Castas se integrasen a los regimientos N° 2 Patricios y N° 3 Arribeños, bajo sus mismos oficiales, por lo que el Regimiento de Castas pasó a ser conocido como Regimiento de Pardos y Morenos.

La Junta no ha podido mirar con indiferencia que los naturales hayan sido incorporados al cuerpo de castas excluyéndolos de los batallones españoles a que corresponden. Por su clase y expresas declaraciones de su Majestad, en lo sucesivo no debe haber diferencia entre el militar español y el militar indio: ambos son iguales y siempre debieron serlo, porque desde el principio del descubrimiento de estas Américas quisieron los reyes católicos que sus habitantes gozasen los mismos privilegios que los vasallos de Castilla.
Decreto del 8 de junio de 1810